# Diplazium solanderi
Diplazium solanderi är en majbräkenväxtart som beskrevs av Carr.
Diplazium solanderi ingår i släktet Diplazium och familjen Athyriaceae. Inga underarter finns listade i Catalogue of Life.